# منظریه (تهران)
منظریه نام محله‌ای است در شمال تهران. مهم‌ترین بخش این محله باغ منظریه است.
این منطقه که در دامنه رشته کوه البرز قرار دارد از نقاط خوش آب و هوای شهر تهران و منطقه شمیران محسوب می‌شود.
منظریه منطقه‌ای مرتفع و کوهستانی است که در ارتفاع ۱۷۰۰ تا ۱۸۰۰ متری از سطح دریا واقع شده‌است.

## باغ منظریه

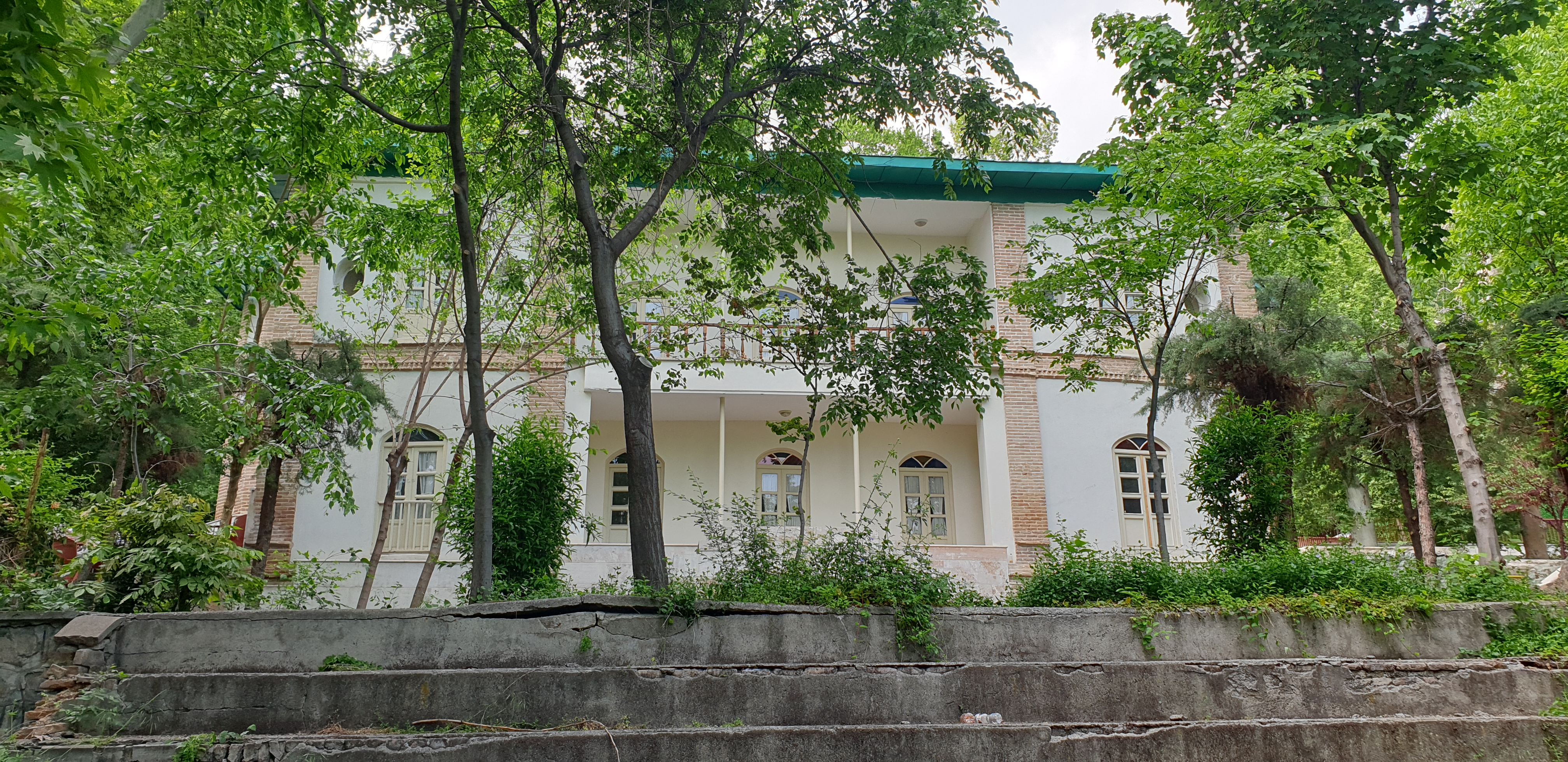
نمای جنوبی عمارت مرکزی باغ منظریه تهران در ۲۱ اردیبهشت ۱۴۰۳

باغ منظریه در سال ۱۲۶۰ در زمان سلطنت ناصرالدین شاه قاجار توسط سلطان مراد میرزا معروف به حسام‌السلطنه که یکی از امرای ارتش بود ایجاد شد. نام منظریه در آن زمان حسام آباد بود.
در آن هنگام حسام السلطنه شروع به بنای ساختمانی کرد که اکنون به نام عمارت مرکزی معروف است ولی قبل از اتمام آن این محل توسط کامران میرزا، برادر مظفرالدین شاه، خریداری شد. سپس محمدعلیشاه منظریه را به مبلغ ۲۵ هزار تومان از کامران‌میرزا خرید و آن را جزو املاک سلطنتی قرار داد. در زمان احمدشاه منظریه به آقای شعبانعلی قراگزلو معروف به باغبانباشی اجاره داده شد (که او سرباغبان منظریه بوده و تا سال ۱۳۵۲ فعالیت باغبانی رازیر نظر داشت). در سال ۱۳۰۰ منظریه جزو املاک وزارت دارایی درآمد. در اوایل سلطنت رضاشاه مجدداً باغ منظریه جزو املاک سلطنتی شد. این مکان هم‌اکنون با نام اردوگاه شهید باهنر در اختیار وزارت آموزش و پرورش است.